# Công Hạ Thủ
Công Hạ Thủ (tiếng Trung: 公夏首; bính âm: Gongxia Shou), hay Công Hạ Thủ (公夏守), tự Thừa (乘) hay Tử Thừa (子乘), tôn xưng Công Hạ Tử (公夏子), người nước Lỗ thời Xuân thu, là một thất thập nhị hiền của Nho giáo.

## Cuộc đời
Cuộc đời của Công Hạ Thủ không được ghi chép lại. Năm 72, thời Hán Minh Đế, Công Hạ Thủ được phối thờ trong Khổng miếu.